# Ville (Oise)
Ville – miejscowość i gmina we Francji, w regionie Hauts-de-France, w departamencie Oise.
Według danych na rok 1990 gminę zamieszkiwały 613 osoby, a gęstość zaludnienia wynosiła 101 osób/km² (wśród 2293 gmin Pikardii Ville plasuje się na 457. miejscu pod względem liczby ludności, natomiast pod względem powierzchni na miejscu 777.).